# Julija Golubčikovová
Julija Alexejevna Golubčikovová (rusky Юлия Алексеевна Голубчикова; * 27. března 1983, Moskva) je ruská atletka, specializující se na skok o tyči.

## Kariéra
První mezinárodní úspěch zaznamenala v roce 2002 na juniorském mistrovství světa v Kingstonu, kde vybojovala výkonem 430 cm stříbrnou medaili. Stříbro získala i na halovém ME 2007 v Birminghamu, kde prohrála jen s krajankou Světlanou Feofanovou. Na Mistrovství světa v atletice 2007 v Ósace skončila na šestém místě. V roce 2008 reprezentovala na letních olympijských hrách v Pekingu, kde si ve finále vylepšila hodnotu osobního rekordu na 475 cm, což stačilo na konečné čtvrté místo. Na světovém atletickém finále 2008 ve Stuttgartu obsadila čtvrté místo.
O rok později se stala v italském Turíně halovou mistryní Evropy. Ve finále překonala napotřetí 475 cm stejně jako Němka Silke Spiegelburgová. Ta však měla horší technický zápis na předchozí výšce a získala stříbro. Na světovém šampionátu v Berlíně postoupila do finále, kde si však v rozcvičování přivodila svalové zranění a odstoupila. V roce 2010 na ME v atletice v Barceloně se umístila výkonem 455 cm na sedmém místě.

### Osobní rekordy
- hala – 475 cm – 13. února 2008, Peanía
- venku – 475 cm – 18. srpen 2008, Peking